# Новогвинейский горный лори
Новогвинейский горный лори (лат. Oreopsittacus arfaki) — птица семейства попугаевых. Известен так же как Усатый или Синелицый лори. Единственный представитель рода Новогвинейских горных лори.

## Внешний вид
Общая длина попугая — около 15 сантиметров. Масса — от 16 до 23 граммов. Оперение преимущественно зелёного цвета. На голове у самцов расположена яркая красная «шапочка», у самок — зелёная. Именно она является главным признаком для определения пола, в остальном же самец и самка почти идентичны. Под глазами растут длинные перья, так называемые «усы», они розовато-лиловые, с чёрной опушкой по краям. Нижние кроющие хвостовые перья красноватые. Длинный заострённый хвост служит этой птице рулём. Узкое окологлазное кольцо и ноги серого цвета. Заострённый клюв чёрный или тёмно-серый.

## Образ жизни
Эти шустрые подвижные попугаи живут во влажных высокогорных лесах Новой Гвинеи, на высоте от 2000 до 3750 метров. В основном предпочитают держаться в верхних ярусах леса, среди крон, где добывают цветочные пыльцу, нектар и плоды. Также в меню Новогвинейского горного лори входят насекомые и их личинки и куколки, ягоды, семена. Зачастую их можно увидеть в различных смешанных стайках, состоящих из птиц с похожим образом питания. Во время добывания еды из цветка эти лори крепко прицепляются своими когтистыми лапками к стебельку и свисают вниз головой.

## Размножение
Во время брачных игр самец прыгает перед своей партнёршей по ветке, кланяется, громко кричит и чирикает, добиваясь благосклонности представительницы прекрасного пола. О способах гнездования и выведения потомства этого попугая в естественных условиях известно ничтожно мало.

## Одомашнивание

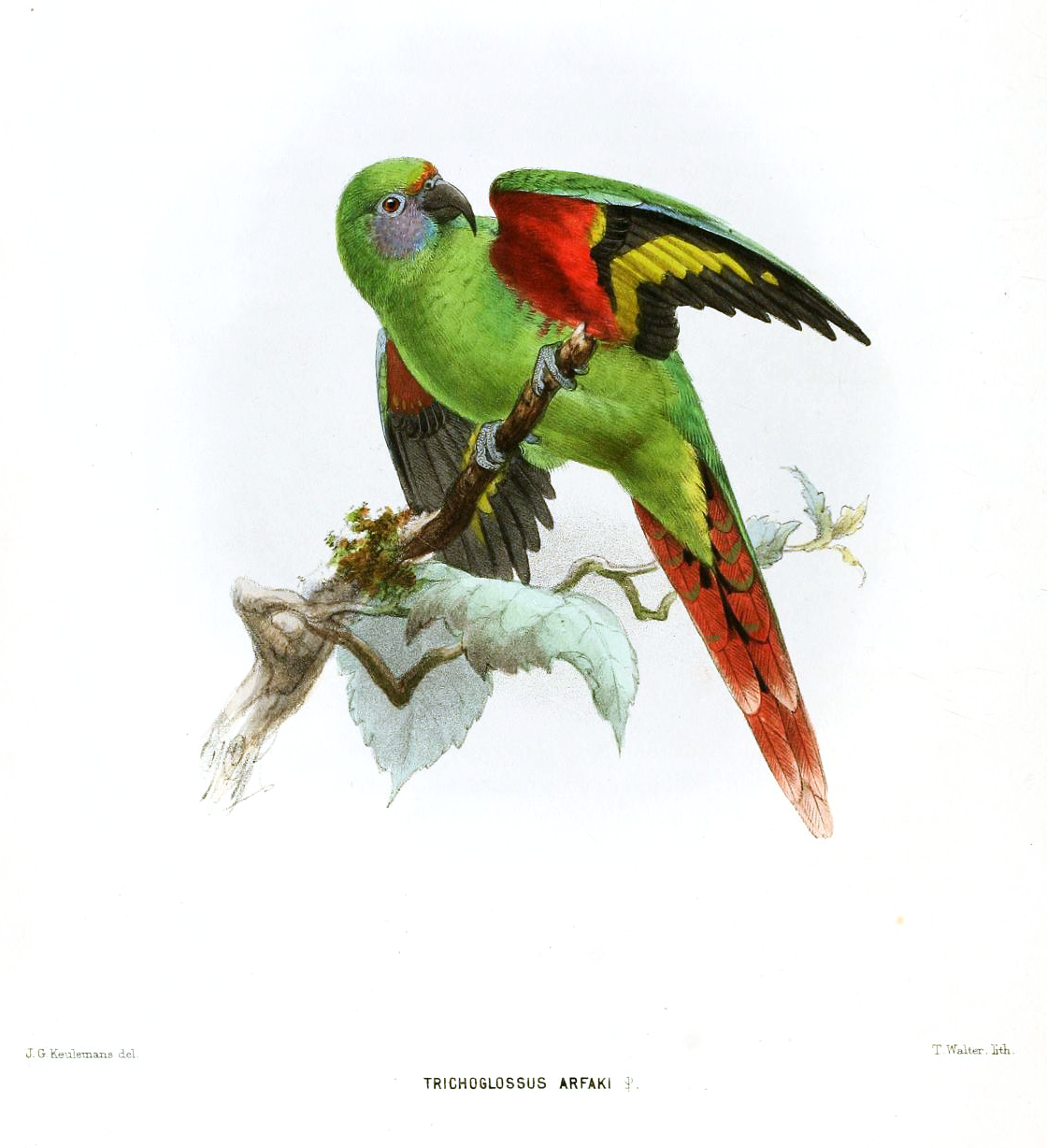
Изображение самки Новогвинейского горного лори

Красивое многоцветное оперение и способность подражать человеческому голосу и звукам вокруг сделали этого небольшого попугайчика популярным среди любителей животных. Сейчас активно происходит процесс распространения и разведения Новогвинейских горных лори в неволе.